# Реджо-нель-Емілія
Реджо-нель-Емілія (італ. Reggio nell'Emilia) — місто та муніципалітет в Італії, у регіоні Емілія-Романья, адміністративний центр   одноіменної провінції.
Місто розміщене на відстані приблизно 350 км на північний захід від Риму, 65 км на захід від Болоньї.
Населення — 171 655 осіб (2014). День покровителя та захисника міста  святого Проспера відзначається 24 листопада. 

## Історія
Місто було засноване у 187 до н. е. та названа по імені консула Марка Емілія Лепіда. Ще у IV столітті місто мало власного єпископа Місто зазнало сильного руйнування від варварських нападів. Король лангобардів Альбойн зробив його одним з центрів Лангобардського королівства. У 899 році місто піддалось набігу мадярів. В 1002 році відійшов до маркграфів Тосканських.

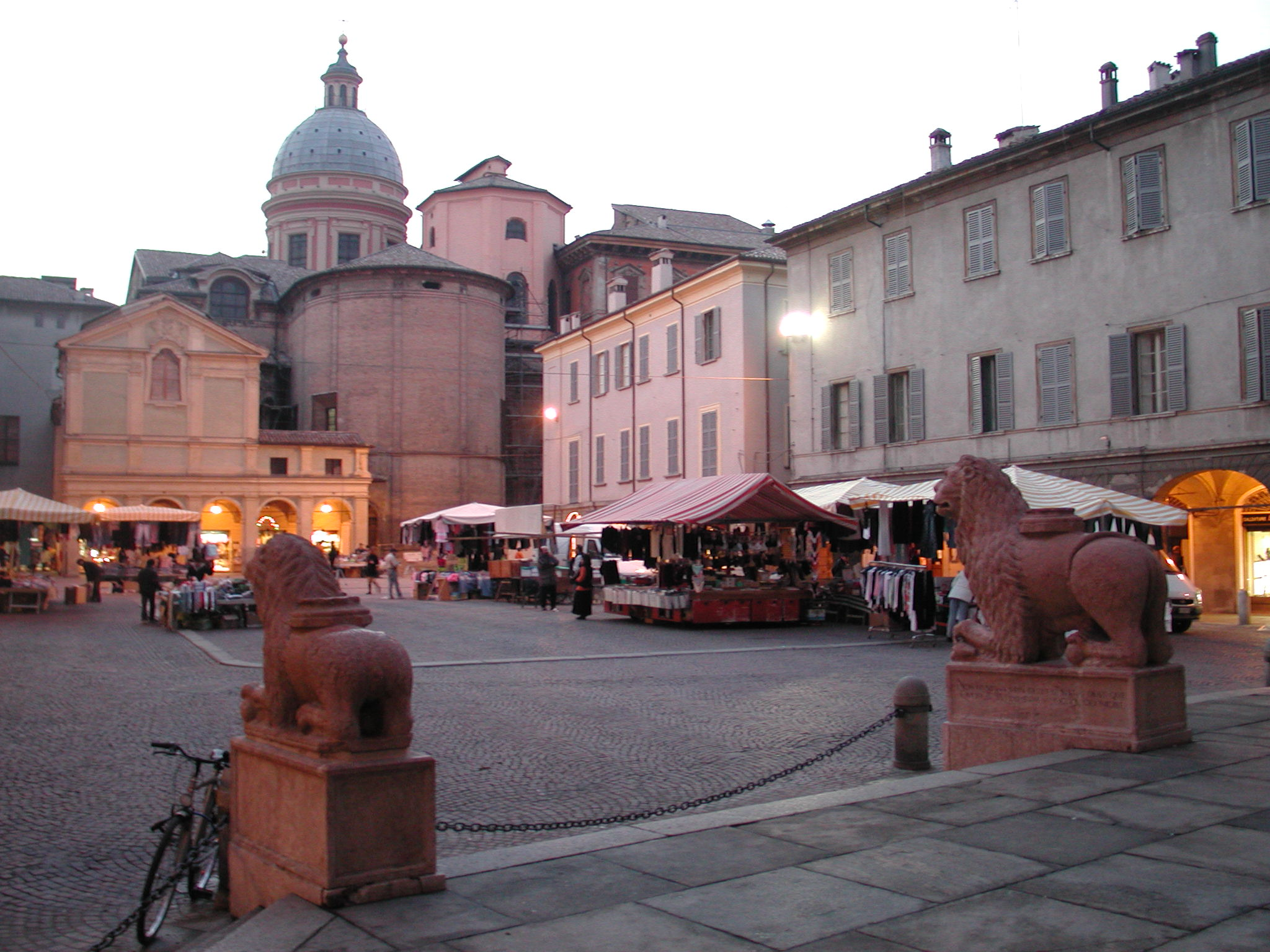
Площа Сан-Просперо

З XII століття місто виступає як член Ломбардської ліги та як самостійна міська республіка. Комуну роздирало криваве протиборство між найсильнішими родинами. У XIV столітті до боротьби за місто приєдналися вельможні сімейства д'Есте, Ґонзаґа та Вісконті, а також папи римські.
У 1409 році місто відійшло до роду д'Есте, яке володіло ним аж до Наполеонівських воєн. Фактично місто входило до складу герцогства Модена та Реджо, хоча де-юре було виділене в герцогство Реджо. За правління Д'есте у місті почався підйом торгівлі та зодчества. З Реджо нерозривно пов'язані імена двох великих поетів кватроченто — Боярдо й Аріосто.
В 1513 році містом оволодів папа Юлій II, проте папське правління в цій частині Емілії тривало не більше 10 років. У 1796 році в Реджо увійшов Наполеон, який проголосив створення тут Циспаданскої республіки. З 1810 року титул герцога Реджо носив маршал Удіно.
Саме в Реджо вперше з'явився сучасний італійський прапор та пролунав марш Домбровського.
Віденський конгрес повернув Реджо моденским герцогам не раз піднімалися проти своїх правителів. У 1860 році місто увійшло до складу об'єднаної Італії. У політичному житті XX століття домінували соціалісти і (у повоєнні роки) комуністи. У 1980-х роках в місті записувалася рок-група CCCP Fedeli alla linea.

## Пам'ятки
У Реджо-нель-Емілія знаходиться більше п'ятнадцяти чудових замків, які є доказом славного середньовічного періоду. Серед них варто відзначити палаци Дожів, єпископів, Комуналь і Анчині. У палаці Комуналь розміщується музей італійського прапора і кімната триколора.
У центрі пролягає стародавня римська дорога Емілія, що з'єднує місто з Пармою. Цим пояснюється наявність безлічі красивих будівель 16-17 ст.
Однією з головних святинь Емілії є базиліка Мадонна делла-Ґ'яра (1597—1619).
У місті також є такі пам'ятки як Базиліка Сан-Просперо, Театр Валлі (1852—1857), Будинок Аріосто.

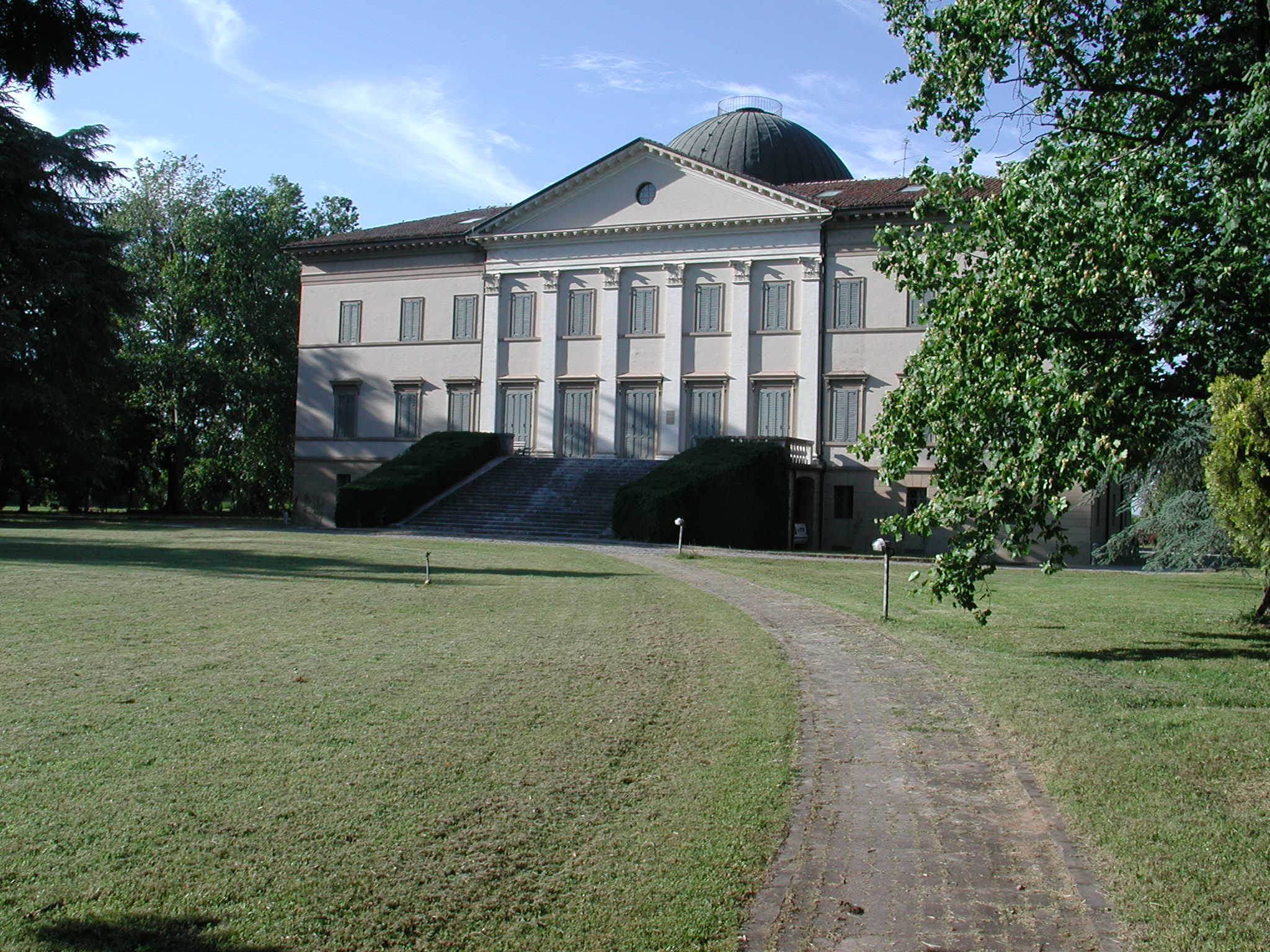
Вілла Леві.

## Клімат

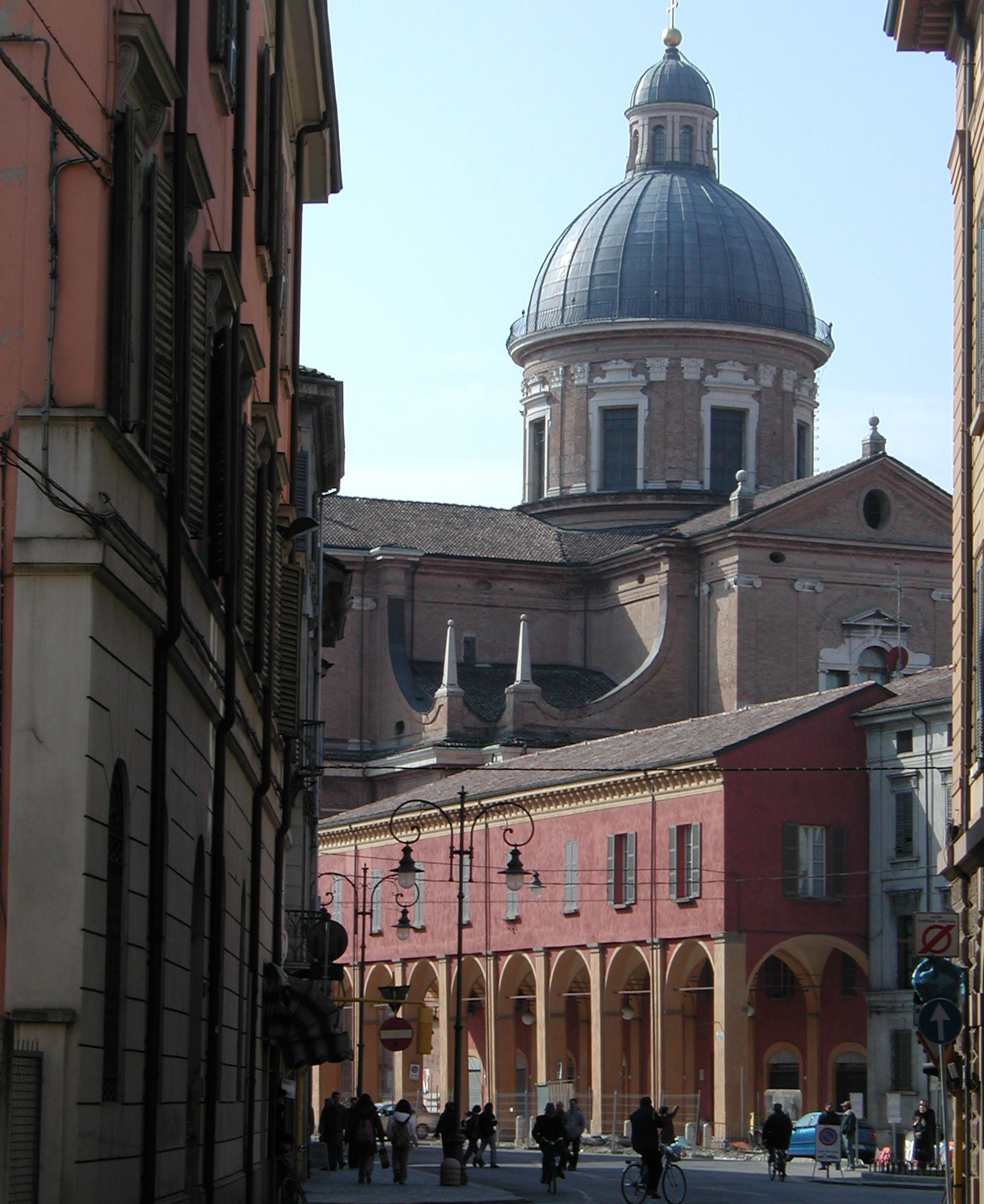
Базиліка Мадонна делла-Ґ'яра

| Клімат Реджо-нель-Емілія (1961–1990) | Клімат Реджо-нель-Емілія (1961–1990) | Клімат Реджо-нель-Емілія (1961–1990) | Клімат Реджо-нель-Емілія (1961–1990) | Клімат Реджо-нель-Емілія (1961–1990) | Клімат Реджо-нель-Емілія (1961–1990) | Клімат Реджо-нель-Емілія (1961–1990) | Клімат Реджо-нель-Емілія (1961–1990) | Клімат Реджо-нель-Емілія (1961–1990) | Клімат Реджо-нель-Емілія (1961–1990) | Клімат Реджо-нель-Емілія (1961–1990) | Клімат Реджо-нель-Емілія (1961–1990) | Клімат Реджо-нель-Емілія (1961–1990) | Клімат Реджо-нель-Емілія (1961–1990) |
| Показник                             | Січ.                                 | Лют.                                 | Бер.                                 | Квіт.                                | Трав.                                | Черв.                                | Лип.                                 | Серп.                                | Вер.                                 | Жовт.                                | Лист.                                | Груд.                                | Рік                                  |
| Середній максимум, °C                | 4,2                                  | 7,2                                  | 12,8                                 | 17,2                                 | 22,3                                 | 26,8                                 | 29,6                                 | 28,8                                 | 24,2                                 | 17,5                                 | 10,5                                 | 5,5                                  | 17,2                                 |
| Середня температура, °C              | 1,3                                  | 3,7                                  | 8,5                                  | 12,6                                 | 17,3                                 | 21,5                                 | 24,0                                 | 23,4                                 | 19,5                                 | 13,7                                 | 7,7                                  | 2,9                                  | 13,0                                 |
| Середній мінімум, °C                 | −1,6                                 | 0,1                                  | 4,2                                  | 8,1                                  | 12,3                                 | 16,2                                 | 18,5                                 | 18,1                                 | 14,7                                 | 10,0                                 | 4,9                                  | 0,4                                  | 8,8                                  |
| Норма опадів, мм                     | 47                                   | 45                                   | 58                                   | 73                                   | 71                                   | 57                                   | 35                                   | 39                                   | 57                                   | 84                                   | 77                                   | 57                                   | 700                                  |
| ------------------------------------ | ------------------------------------ | ------------------------------------ | ------------------------------------ | ------------------------------------ | ------------------------------------ | ------------------------------------ | ------------------------------------ | ------------------------------------ | ------------------------------------ | ------------------------------------ | ------------------------------------ | ------------------------------------ | ------------------------------------ |

## Демографія
Населення за роками:

Станом на 1 січня 2023 року в муніципалітеті офіційно проживали 28 474 іноземці з 128 країн, серед них 3327 громадян країн Євросоюзу та 2344 громадяни України.

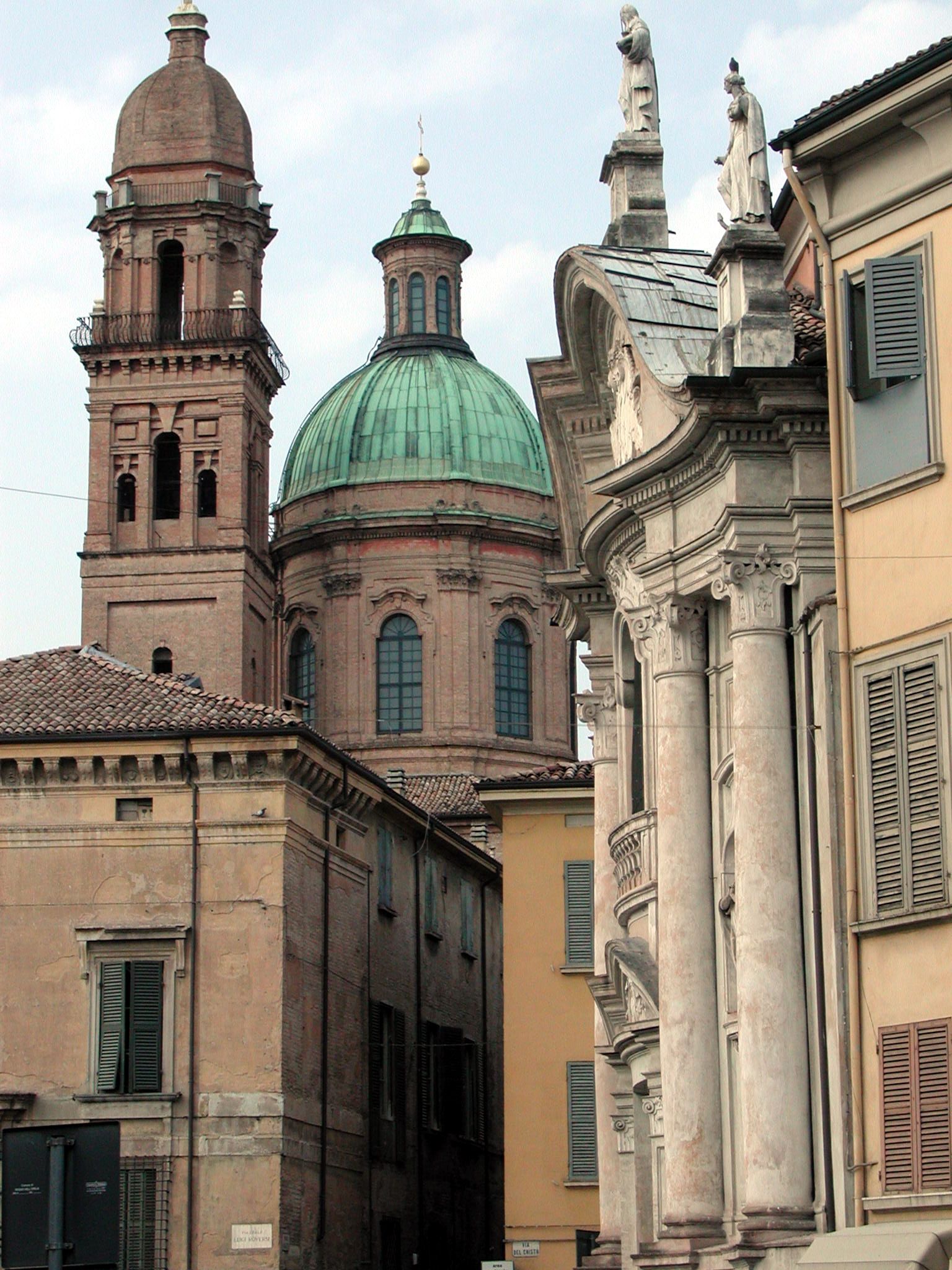
Барокова церква Сан-Джорджо.

У місті було найбільше громадян таких держав:
- Албанія — 3619
- Китай — 3513
- Марокко — 3026
- Румунія — 2270
- Гана — 1970
- Україна — 1277
- Нігерія — 1461
- Єгипет — 1181
- Туніс — 1146
- Шрі-Ланка — 868
- Молдова — 827
- Грузія — 779

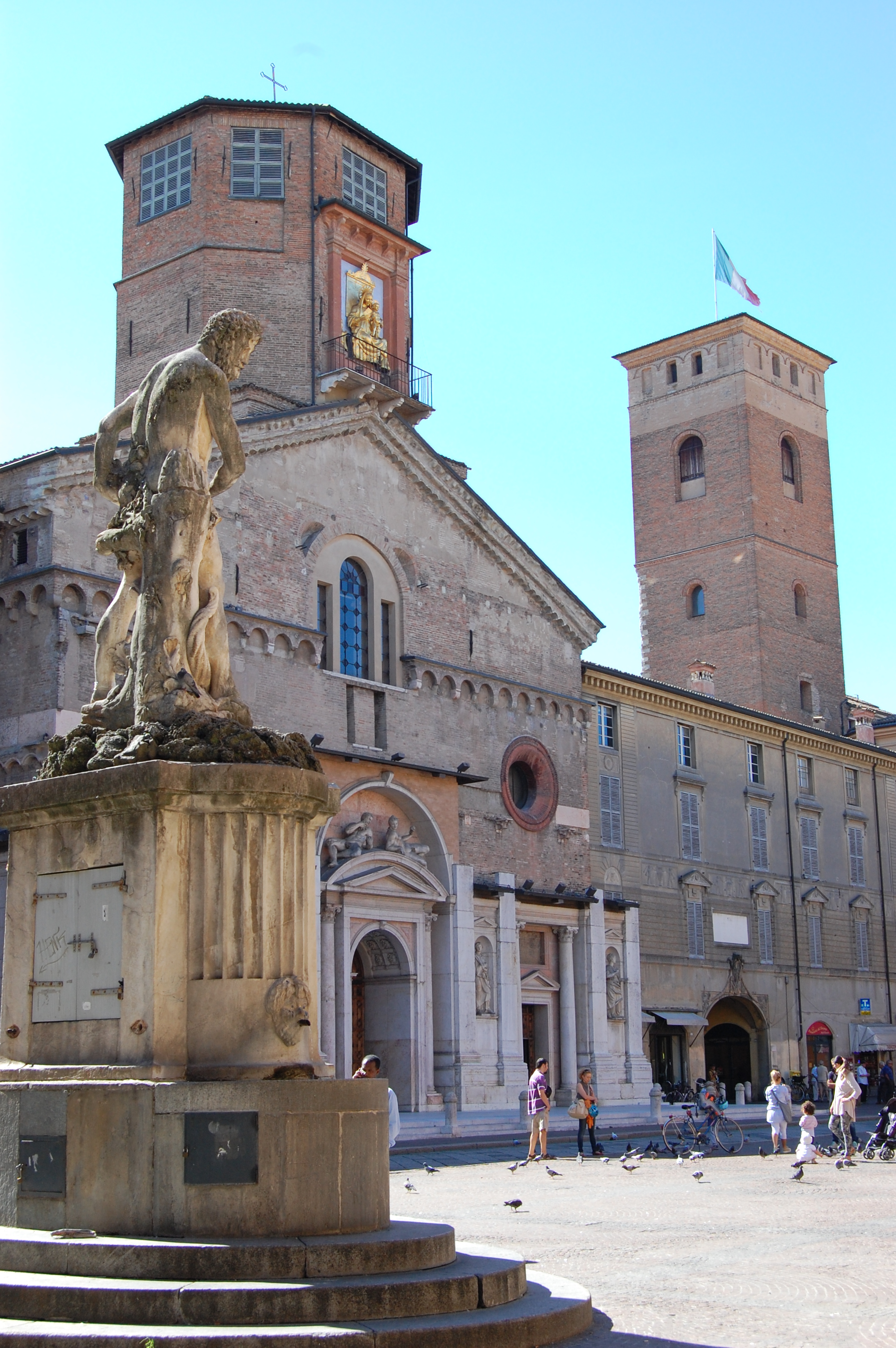
Площа Прамполіні

Дуже багато внутрішніх мігрантів з Південної Італії, зокрема з регіонів Абруццо, Калабрія та Кампанія.

## Персоналії

Реджо-нель-Емілія на мапі провінції Реджо-Емілія

- Леліо Орсі — італійський живописець епохи епохи Відродження зі школи Реджо Емілія
- Крістофоро Мунарі — італійський художник та реставратор доби бароко, що створював переважно натюрморти.
- Ромоло Валлі — італійський актор.
- Лудовіко Аріосто — італійський поет епохи Відродження, автор поем і комедій написаних латиною на класичні сюжети.
- Чезаре Дзаваттіні — італійський письменник, сценарист, теоретик кіно.
- Дзуккеро — італійський співак, автор пісень.
- Бенні Бенассі — італійський диск-жокей i музичний продюсер, що працює в напрямках хауз, електрохауз i електроклеш.
- Лучіано Ліґабуе — італійський рок-співак, кінорежисер, письменник, поет.
- Брати Черві — семеро братів, сім'ї італійських патріотів під час Другої світової війни.
- Граціано Дельріо — італійський лікар та політик.
- Джованні Баттіста Вентурі — італійський науковець, відомий роботами у царині гідравліки.
- Анджело Секкі — італійський священик та астроном, директор обсерваторії Папського Григоріанського університету.
- Ладзаро Спалланцані — італійський природодослідник.
- Мауро Бальді — італійський автогонщик, учасник чемпіонату світу з автогонок у класі Формула-1.
- Карло Анчелотті — італійський футболіст і тренер.
- Сальваторе Баньї — італійський футболіст, півзахисник, футбольний коментатор і оглядач.
- Лука Чиґарині — італійський футболіст, півзахисник.
- Джульяно Раццолі — італійський гірськолижник, олімпійський чемпіон.
- Антоніо Паккіоні (1665—1726) — італійський анатом.
- Серж Реджані (1922—2004) — французький театральний та кіноактор, художник та співак італійського походження.

## Сусідні муніципалітети
- Альбінеа
- Баньоло-ін-П'яно
- Бібб'яно
- Кадельбоско-ді-Сопра
- Кампеджине
- Казальгранде
- Кавріаго
- Корреджо
- Монтеккьо-Емілія
- Куаттро-Кастелла
- Руб'єра
- Сан-Мартіно-ін-Ріо
- Сант'Іларіо-д'Енца
- Скандіано

## Міста-побратими
- Бидгощ (пол. Bydgoszcz), Польща
- Діжон (фр. Dijon), Франція
- Задар (хорв. Zadar), Хорватія
- Кишинів (рум. Chişinău), Молдова
- Крагуєвац (сербохорв. Kragujevac, серб. Крагуjевац), Сербія
- Кутро (італ. Cutro), Італія
- Толука (ісп. Toluca), Мексика
- Форт-Ворт (англ. Fort Worth), США
- Жирона (ісп. Gerona, кат. Girona), Іспанія
- Полокване (англ. Polokwane), ПАР
- Шверін (в.-луж. Zwěrin, н.-луж. Zwěrin; чеськ. Zvěřín, Німеччина
- Пемба (порт. Pemba), Мозамбік